# Codeína/paracetamol
Codeína/paracetamol, também chamado de codeína/acetaminofeno e co-codamol, é um analgésico composto, constituído de fosfato de codeína e paracetamol (acetaminofeno). Codeína/paracetamol é usado para o alívio de dor leve a moderada quando o paracetamol ou os anti-inflamatórios não esteroides (AINEs; como ibuprofeno, aspirina e naproxeno) sozinhos não aliviam os sintomas suficientemente.
Em 2022, esse foi o 166º medicamento mais prescrito nos Estados Unidos, com mais de 3 milhões de prescrições.

## Efeitos colaterais
Os efeitos colaterais mais comuns incluem constipação, náuseas e sonolência. Outros sintomas são tosse com sangue dos pulmões, erupções cutâneas, tonturas, sedação, falta de ar, reação de hipersensibilidade, desmaios (síncope ou quase síncope), confusão, perda de memória de curto prazo, alterações no sangue, reações alérgicas, euforia, disforia, dor abdominal, coceira, hematomas fáceis, sangramento nas gengivas, sonhos vívidos, boca seca e dependência.
Diferenças genéticas entre as pessoas causam taxas de metabolismo variáveis do composto codeína em morfina. Em cerca de 5% das pessoas, isso pode acontecer particularmente rápido, fazendo com que a morfina passe pelo leite materno em quantidades que podem causar depressão respiratória fatal em um bebê que amamenta.

## Sociedade e cultura

### Disponibilidade
Dos estados-membros da União Europeia, onze permitem a venda sem receita médica de formulações com dosagens sólidas de codeína, incluindo codeína/paracetamol: Bulgária, Chipre, Dinamarca, França, Irlanda, Letônia, Lituânia, Malta, Polônia, Romênia e Eslovênia.